# Biantinae
Biantinae – podrodzina pajęczaków z rzędu kosarzy i podrzędu Laniatores zawierająca około 130 opisanych gatunków. 

## Występowanie
Rodzina jest szeroko rozprzestrzeniona na subkontynencie indyjskim, Madagaskarze i w Afryce.

## Nazwa
Nazwa rodzajowa Biantes pochodzi od Biantesa, syna Partenopajosa z greckiej mitologii.

## Systematyka
Ta podrodzina zawiera 14 rodzajów:
- Anaceros Lawrence, 1959
- Biantella Roewer, 1927
- Biantes Simon, 1885
- Biantessus Roewer, 1949
- Biantomma Roewer, 1942
- Clinobiantes Roewer, 1927
- Cryptobiantes Kauri, 1962
- Eubiantes Roewer, 1915
- Fageibiantes Roewer, 1949
- Hinzuanius Karsch, 1880
- Ivobiantes Lawrence, 1965
- Metabiantes Roewer, 1915
- Monobiantes Lawrence, 1962
- Probiantes Roewer, 1927